# 罕布夏鎮區 (伊利諾伊州凱恩縣)
罕布夏鎮區（英語：Hampshire Township）是位於美國伊利諾伊州凱恩縣的一個行政鎮區。

## 地方資料
根據2010年美國人口普查的數據，罕布夏鎮區的面積為93.10平方千米，當中陸地面積為93.07平方千米，而水域面積為0.03平方千米。當地共有人口8320人，而人口密度為每平方千米89.37人。